# Holl (Familienname)
Holl ist ein deutscher Familienname.

## Namensträger
- Adolf Holl (1930–2020), österreichischer Theologe und Autor
- Albert Holl (1890–1970), deutscher Graveur, Medailleur und Bildhauer
- Alfred Holl (* 1956), deutscher Wirtschaftsinformatiker und Mathematikhistoriker
- Arthur Holl (1934–2009), deutscher Zoologe, Arachnologe und Hochschullehrer
- Bernhard Holl (* 1984), österreichischer Posaunist, Komponist und Arrangeur
- Elias Holl (1573–1646), deutscher Baumeister
- Erwin Holl (* 1957), deutscher Maler und Grafiker
- Frank Holl (Maler) (Francis Montague Holl; 1845–1888), englischer Maler
- Frank Holl (Historiker) (* 1956), deutscher Literaturwissenschaftler und Historiker
- Franz Xaver Holl (1720–1784), deutscher Theologe und Hochschullehrer
- Friedrich Holl (1794–1856), deutscher Pharmazeut und Naturforscher
- Friedrich-Lothar Holl (1949–2019), deutscher Hochschullehrer
- Fritz Holl (1883–1942), deutscher Schauspieler, Regisseur und Intendant
- Georgia Holl (* 1918), deutsche Schauspielerin
- Gisela Michels-Holl (* 1928), deutsche Richterin am Bundesarbeitsgericht
- Gussy Holl (1888–1966), deutsche Schauspielerin und Sängerin
- Hanns Holl (* 1919), österreichischer Schauspieler, Lyriker und Schriftsteller
- Hanns Peter Holl (1940–2009), Schweizer Germanist, Literaturwissenschaftler und Hochschullehrer
- Hans Holl (1512–1594), deutscher Baumeister, siehe Johannes Holl (Baumeister, 1512)
- Hans Holl, Pseudonym von Bertold K. Jochim (1921–2002), deutscher Schriftsteller
- Hans Günter Holl (* 1949), deutscher Übersetzer und Essayist
- Heinrich Holl (* 1936), deutscher Brigadegeneral
- Helmut Holl (1939–2025), Staatssekretär in der Niedersächsischen Staatskanzlei, Bevollmächtigter des Landes Niedersachsen beim Bund
- Jakob Alfons Holl (1905–1966), deutscher Priester
- Jann Holl (1935–1995), deutscher Philosoph
- Johann von Holl (1844–1906), österreichischer Generalmajor
- Johannes Holl (Baumeister, 1512) (Hans Holl; 1512–1594), deutscher Baumeister
- Johannes Holl (Spitalmeister) (vor 1595–nach 1636), deutscher Ordensgeistlicher
- Johannes Holl (Baumeister, 1595) (1595–1648), deutscher Architekt und Jesuit
- Josef Holl (1921–1993), deutscher Politiker (SPD)
- Justin Holl (* 1992), US-amerikanischer Eishockeyspieler
- Karl Holl (Theologe) (1866–1926), deutscher Kirchenhistoriker
- Karl Holl (Literaturhistoriker) (1886–1971), deutscher Literaturhistoriker und Hochschullehrer
- Karl Holl (Musikschriftsteller) (1892–1975), deutscher Musikschriftsteller
- Karl Holl (Historiker) (1931–2017), deutscher Historiker und Friedensforscher
- Kurt Holl (1938–2015), deutscher Lehrer
- Lienhart Holl († nach 1492), deutscher Buchdrucker
- Maria Holl (Hexenprozess) (1549–1634), deutsche Gastwirtin, Angeklagte in einem Hexenprozess
- Maria Holl (1890–1961), deutsche Arbeiterin und Politikerin (KPD), siehe Maria Blum
- Maria Holl (Therapeutin) (* 1953), deutsche Therapeutin
- Moritz Holl (Moriz Holl; 1852–1920), österreichischer Anatom
- Norbert Heinrich Holl (* 1936), deutscher Diplomat und Schriftsteller
- Peter Holl (1860–1925), deutscher Politiker (SPD)
- Peter Holl (Maler) (* 1971), deutscher Maler
- Philipp Holl (1879–1967), deutscher Gewerkschaftsfunktionär und Politiker (SPD)
- Rainer Holl (* 1983), deutscher Autor und Poetry-Slammer
- Robert Holl (* 1947), niederländischer Sänger, Komponist und Gesangspädagoge
- Ruth Holl (1906–2001), deutsche Schauspielerin und Synchronsprecherin, siehe Ruth Hellberg
- Steven Holl (* 1947), US-amerikanischer Architekt
- Theo Holl (1900–1987), deutsche Schriftstellerin, siehe Dorothea Hollatz
- Theodor Holl (1907–nach 1972), deutscher Ökonom, Bankmanager und Verbandsfunktionär
- Ursula Holl (* 1982), deutsche Fußballspielerin
- Ute Holl (* 1960), deutsche Autorin, Filmemacherin und Professorin
- Wolfgang Holl († 1590), deutscher Bischof und Weihbischof in Eichstätt